# Schelling-Salon

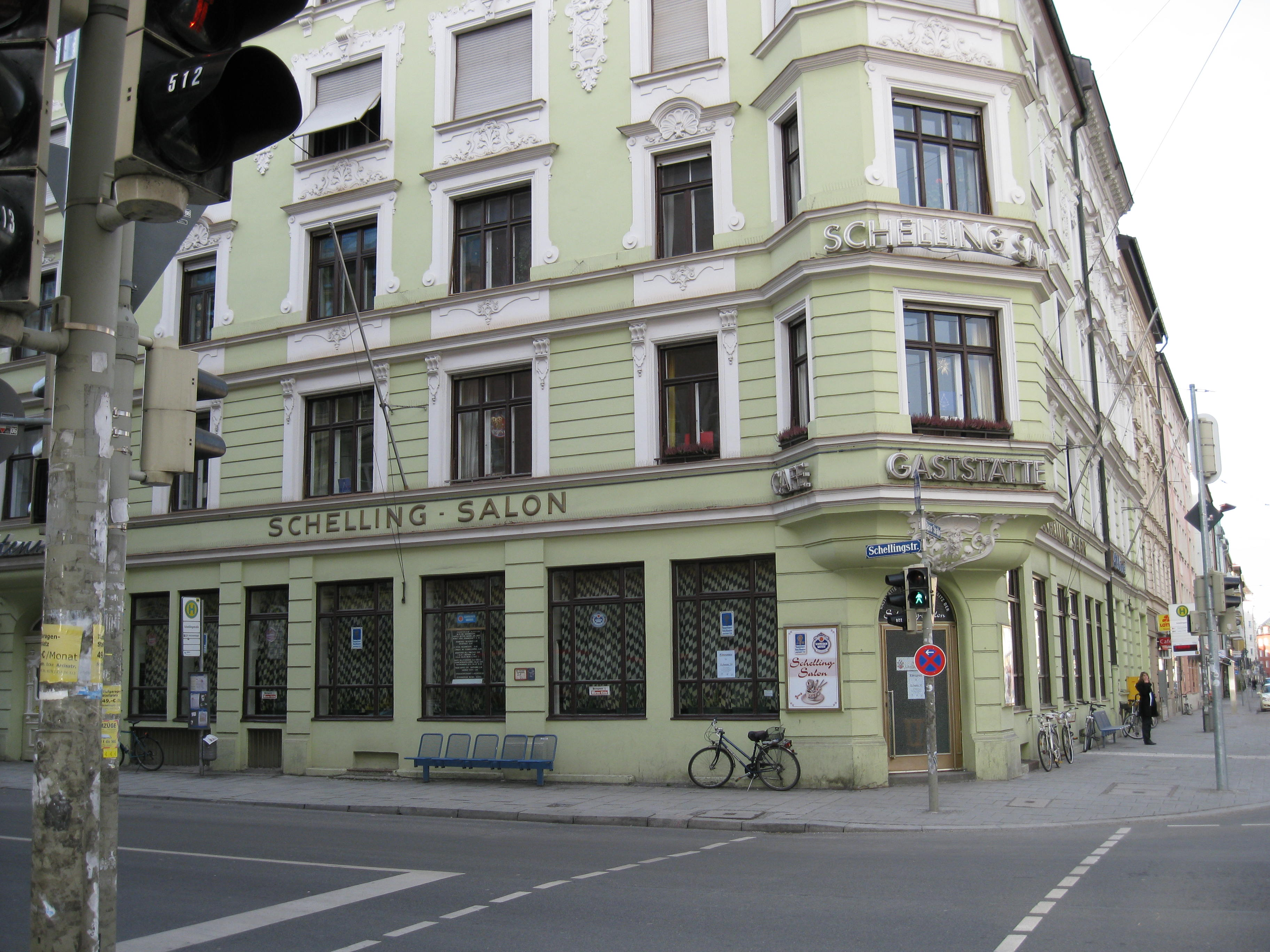
Das Haus des Schelling-Salons, Schellingstr. 54, Ecke Barer Straße

Der Schelling-Salon ist eine Traditionsgaststätte in der Schellingstraße 54 in München (im Bezirk Maxvorstadt), die seit 1872 existiert und seitdem von der Familie Mehr bewirtschaftet wird.

## Geschichte
Er wurde mehrfach in literarischen Werken erwähnt, Gäste waren unter anderem Bertolt Brecht, Wassili Kandinsky, Rainer Maria Rilke und Ödön von Horváth. Auch Adolf Hitler und Lenin verkehrten hier, Hitler wechselte nach mehreren Jahren wegen unbezahlter Rechnungen in die benachbarte Osteria Bavaria.
Auch Franz Josef Strauß, der spätere bayerische Ministerpräsident, der in der Schellingstraße aufwuchs, holte in seiner Jugend Bier für seinen Vater aus dem Schelling-Salon. In den 1960er Jahren lernten sich der spätere RAF-Terrorist Andreas Baader und der spätere Bild-Kolumnist Franz Josef Wagner im Schelling-Salon kennen.
Erster Wirt war Sylvester Mehr, der von 1904 bis 1911 auch Präsident der Gastwirte-Innung in Bayern war. Unter ihm war der Salon zunächst eine Gartenwirtschaft. 1911 wurde er von dem Sohn Engelbert Mehr übernommen und im Stile eines „Wiener Café-Restaurants“ eingerichtet. Diese Einrichtung ist bis heute weitgehend erhalten geblieben. Engelbert Mehr bewirtschaftete den Salon bis in die Zeit nach dem Zweiten Weltkrieg. Der Sohn von Engelbert, wiederum mit Namen Sylvester Mehr, führte die Gaststätte bis zu seinem Tod im Jahr 2002. Seine Tochter Evelin Mehr führt den Salon heute in der vierten Generation.
Der Schelling-Salon hat zahlreiche Billard-Tische, sowohl für Poolbillard als auch für Karambolage. Weiterhin verfügt er im Keller über Tischtennisplatten, die zu mieten sind.

## Film über den Schelling-Salon
- Thomas Honickel: Grüß Gott, liebe Gäste. Bayerischer Rundfunk, 1998
- Eine Institution - 150 Jahre Schelling-Salon Bayerischer Rundfunk, 19. November 2022